# Dachsen
Dachsen – miejscowość i gmina (Politische Gemeinde) w północnej Szwajcarii, w kantonie Zurych, w okręgu (Bezirk) Andelfingen. Leży nad Renem.
Gmina została po raz pierwszy wspomniana w dokumentach w 876 roku jako Tahsheim.

## Demografia
W Dachsen mieszka 1950 osób (31 grudnia 2022). W 2021 roku 15% populacji gminy stanowiły osoby urodzone poza Szwajcarią.
W 2000 roku 95,1% mieszkańców mówiło w języku niemieckim, 1,6% w języku włoskim, a 0,7% w języku francuskim.
Zmiany w liczbie ludności na przestrzeni lat przedstawia poniższy wykres:

## Transport
Przez teren gminy przebiega autostrada A4.